# Fuchu (roi de Chu)
Pour les articles homonymes, voir Fuchu (homonymie).
Fuchu (chinois : 楚王負芻), nom de clan Xiong, (chinois : 熊), est le vingt-cinquième et dernier roi de l'État de Chu. Il règne de 227 à 223 av J.-C., durant la fin de la Période des Royaumes combattants de l'histoire de la Chine. Il faut noter que, selon certains chroniqueurs, c'est le Seigneur Changping qui est le véritable dernier roi de Chu. Fuchu est le nom de naissance du souverain, qui n'a pas reçu de nom posthume.

## Biographie
Fuchu usurpe le trône en 227 av J.-C., après avoir assassiné son demi-frère cadet, le roi Ai de Chu.  
En 224 av. J.-C.,Ying Zheng (嬴政), le roi de l'État de Qin, lance une campagne d'invasion du Chu. Rejetant le plan de Wang Jian (王翦) qui lui conseille de lever une armée de 600 000 hommes pour mener à bien l'invasion du Chu, Zheng confie à ses généraux Li Xin (李信) et Meng Tian (蒙恬) une armée d'environ 200 000 hommes pour attaquer le Chu. Fuchu réagit en levant une armée, dont il confie le commandement à Xiang Yan (項燕). Après avoir réussi à éviter le combat pendant un temps, Yan réussit à lancer une attaque surprise contre les troupes Qin, qui s’achève par la destruction de l'armée de Li Xin.
Lorsqu'il apprend la défaite de ses troupes, Ying Zheng rappelle Wang Jian et lui accorde le droit de lever une armée de 600 000 hommes. La même année, Jian repart à l'assaut du Chu. Alternant ruse et combats, il réussit à vaincre les troupes du Chu, tuer Xiang Yan lors d'une bataille et prendre Souchun, la capitale du royaume, en 223 av. J.-C. 
Fuchu est capturé  par les soldats de Jian et le Chu est annexé par Qin,.